# Cornutorogas aurantius
Cornutorogas aurantius är en stekelart som beskrevs av Long och Van Achterberg 2008. Cornutorogas aurantius ingår i släktet Cornutorogas och familjen bracksteklar. Inga underarter finns listade i Catalogue of Life.